# Gullfoss

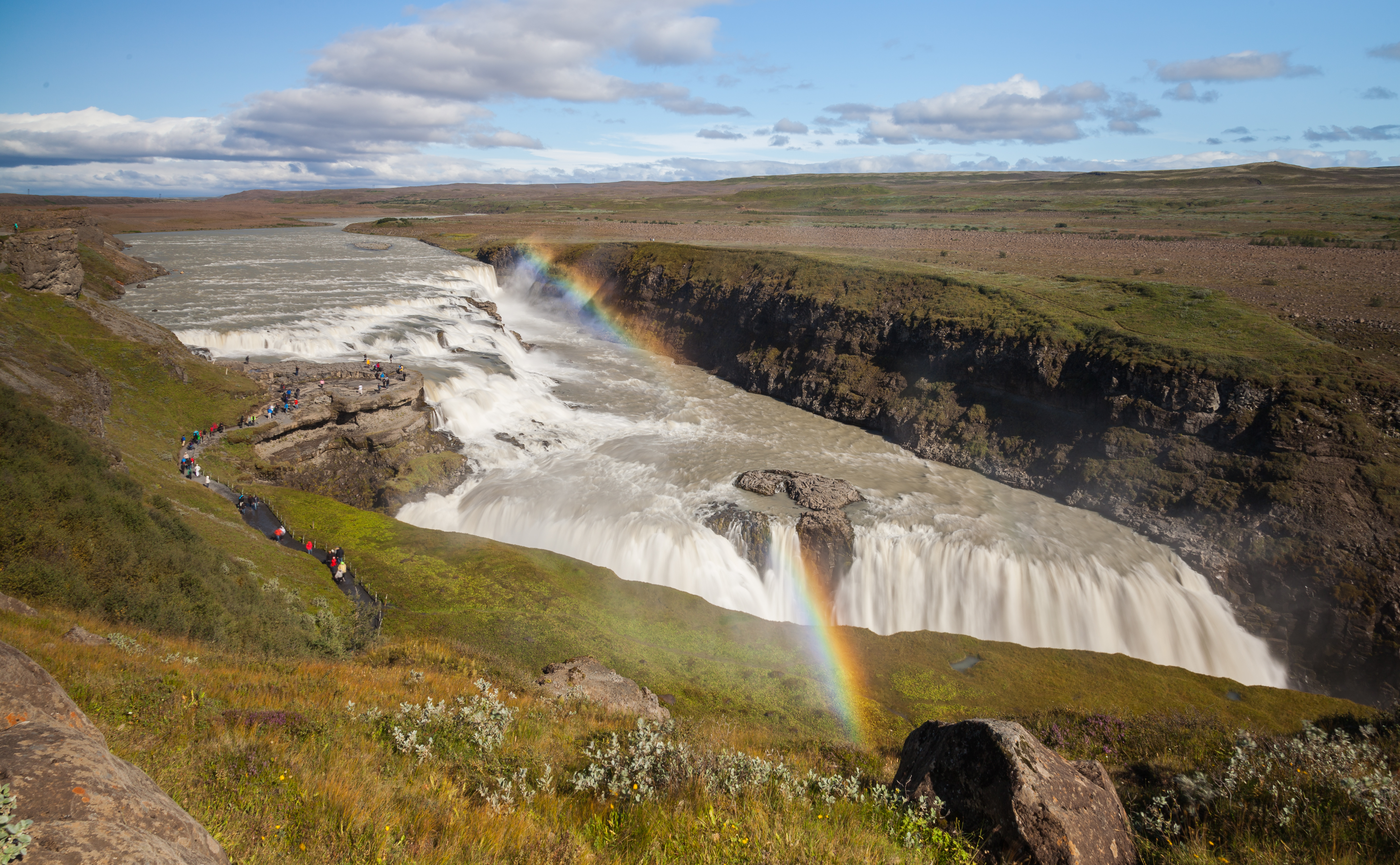
Panorámica de Gullfoss.

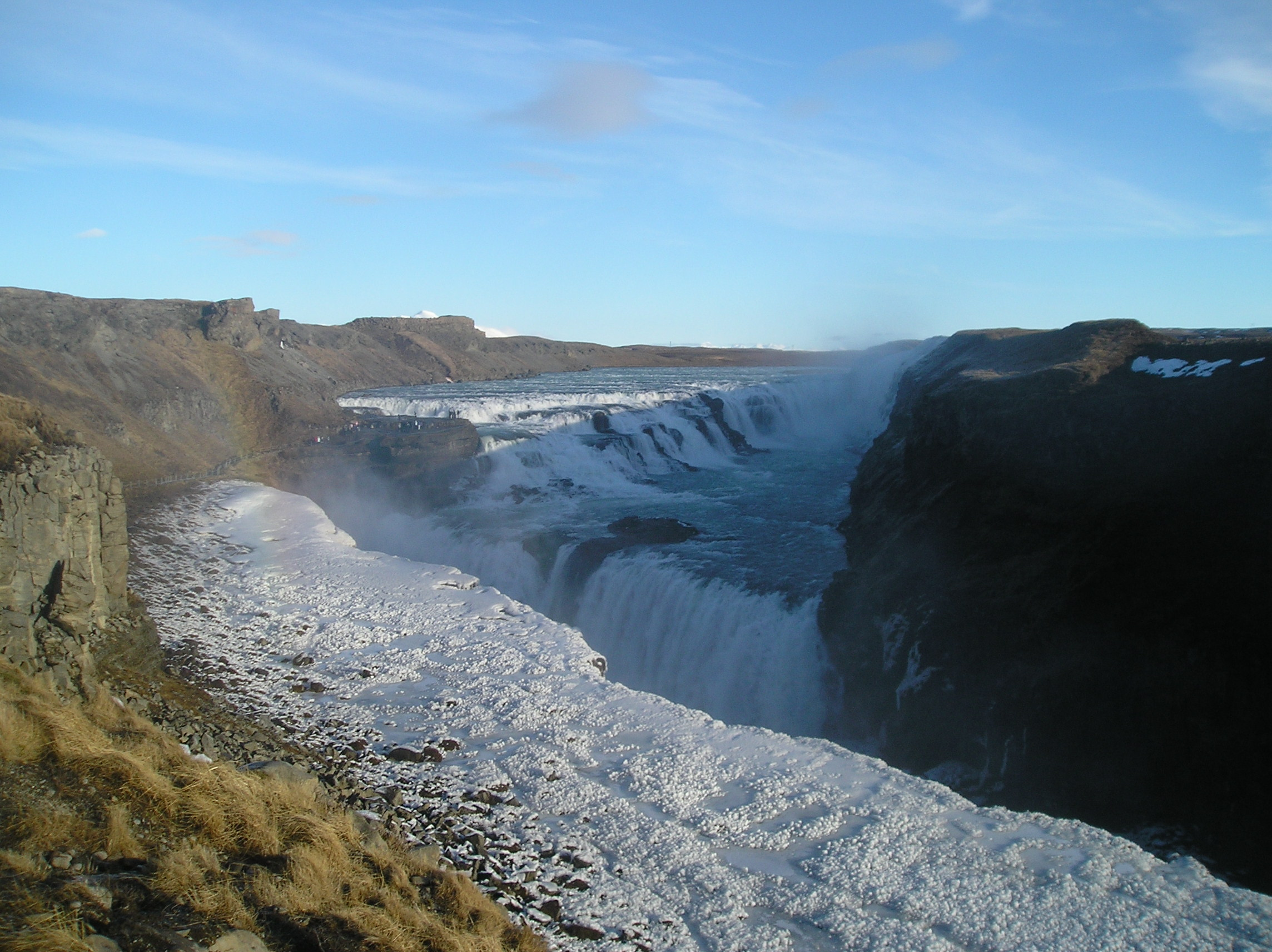
Acercamiento a Gullfoss.

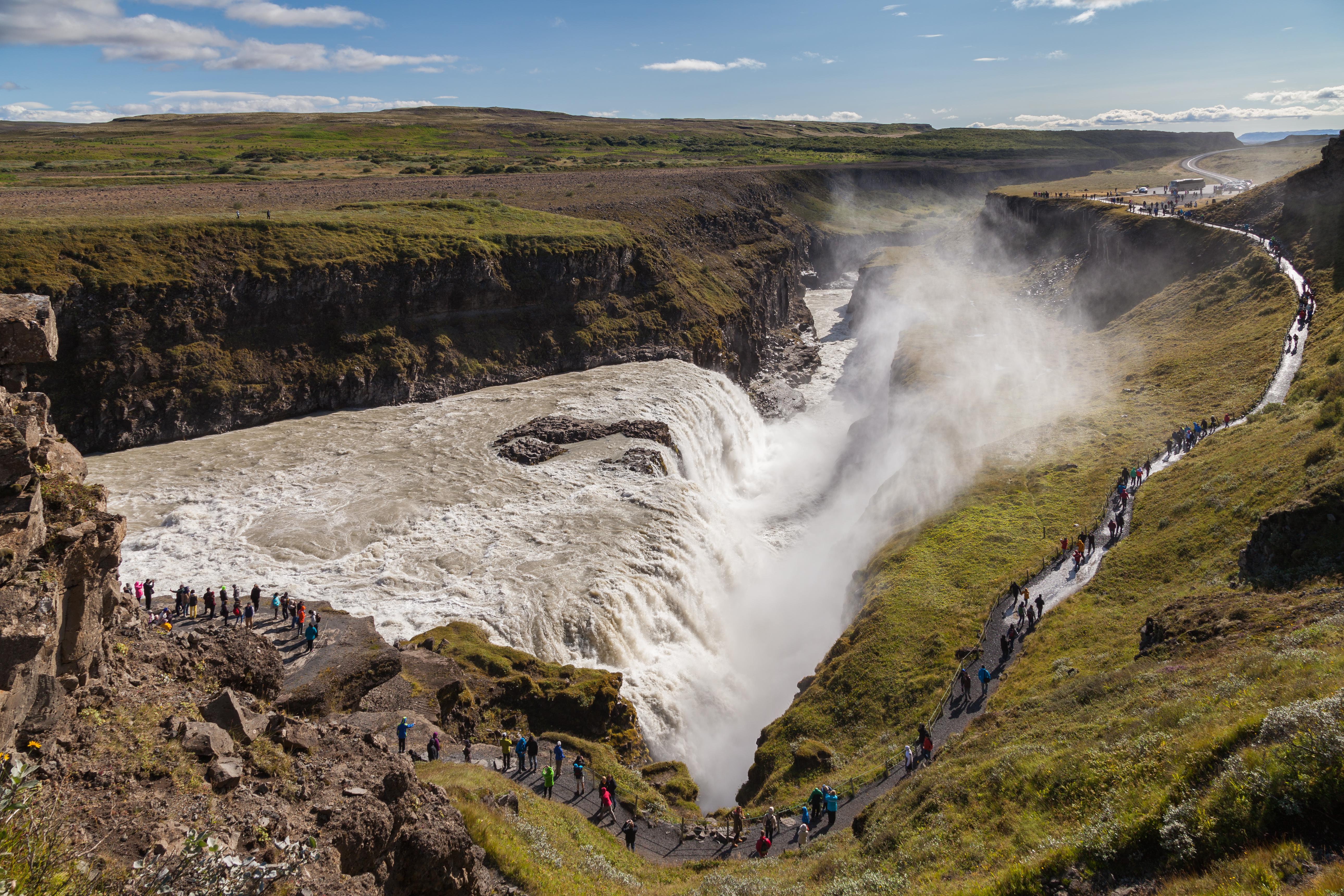
Gullfoss en verano de 2014.

Gullfoss (i. e. Cascada Dorada) es una catarata situada en el cañón del río Hvitá en el sureste de Islandia. Forma parte de la ruta turística del Círculo Dorado.

## Características
Gullfoss es una de las atracciones más populares del país. Se encuentra en el amplio cauce del río Hvítá, que fluye hacia el sur y a un kilómetro de la cascada gira bruscamente hacia el este cayendo en tres escalones curvados. En ese momento se cae en dos saltos (de 11 y de 21 metros) en una grieta de 32 metros de profundidad, que mide unos 20 metros de ancho y 2,5 kilómetros de largo. El caudal medio en esta catarata es de 140 metros cúbicos por segundo en verano y 80 en invierno. El máximo flujo de agua medido es de 2.000 metros cúbicos.
Durante la primera mitad del siglo XX y algunos años más adelante, se creó una importante especulación acerca del posible uso de Gullfoss para generar electricidad. Durante este periodo la catarata fue alquilada indirectamente a inversores extranjeros por sus dueños, Tómas Tómasson y Halldór Halldórsson. Sin embargo, los intentos de los inversores de llevar a cabo el proyecto fracasaron, parcialmente por falta de fondos. La catarata fue vendida posteriormente al Estado islandés. Incluso entonces se idearon planes para explotar el Hvítá, lo que habría cambiado Gullfoss para siempre. Estos planes no se llevaron a cabo y ahora Gullfoss está protegido.[cita requerida]
Junto con Þingvellir y los géisers de Haukadalur, Gullfoss forma parte del Círculo Dorado, una ruta turística de un día muy popular en Islandia.